# Esmeralda (1883)
«Эсмеральда» — бронепалубный крейсер Построен в Великобритании для Чили, стал родоначальником класса т. н. «элсвикских крейсеров» — бронепалубных крейсеров с тяжёлыми орудиями. Третий корабль Чилийского флота с таким названием. Приобретен Японией для Японского Императорского флота, принимал участие в Русско-японской войне, переименован в «Идзуми» (和泉) в честь древней провинции Японии Идзуми.

## Проектирование и постройка
Крейсер «Эсмеральда» спроектирован конструктором Джоржем Ренделом, представляет собой развитие проекта безбронного крейсера «Артуро Прат», с улучшенной мореходностью и автономностью.
Спроектированная конструктором Джорджем Ренделом, «Эсмеральда» поразила воображение современников. Полностью лишенный рангоута, этот длинный и узкий корабль развивал рекордную скорость — 18,3 узла и нёс чрезвычайно мощное для своих 2800 т водоизмещения вооружение: два 254-мм и шесть 152-мм орудий.
«Эсмеральда» официально считается основоположницей так называемых «элсвикских» крейсеров, которые наперебой стали заказывать у Армстронга многие иностранные государства. Русское военно-морское ведомство высоко оценивало крейсер «Эсмеральда», так, адмирал С. О. Макаров назвал его «идеальной боевой машиной».

## Описание конструкции
Корпус стальной гладкопалубный, с таранным форштевнем. Две мачты и две дымовые трубы. Высота надводного борта 3,6 метров, двойного дна не предусматривалось. Броневая палуба размещена ниже ватерлинии, впервые по всей длине корабля. Броня стальная, толщина горизонтальной броневой палубы — 51 мм над погребами, 25 мм над машинами, 12,7 мм в оконечностях. Она впервые находилась над ватерлиний (на 30 см выше). Палуба дополнялась скосами, опиравшимися на борт на 120 см ниже ватерлинии.
Дополнительная защита механизмов обеспечивалась расположенными вдоль борта угольными ямами. Вдоль бортов имелось водонепроницаемая переборка (коффердам), заполненная пробкой, предназначенная для предотвращения затопления.
По проекту основное вооружение — две 254-мм (25-тонные) нескорострельные пушки Армстронга, установленные в барбетах, и шесть 152-мм (4-тонных) пушек Армстронга, установленных в спонсонах.

## Служба в Чилийском флоте

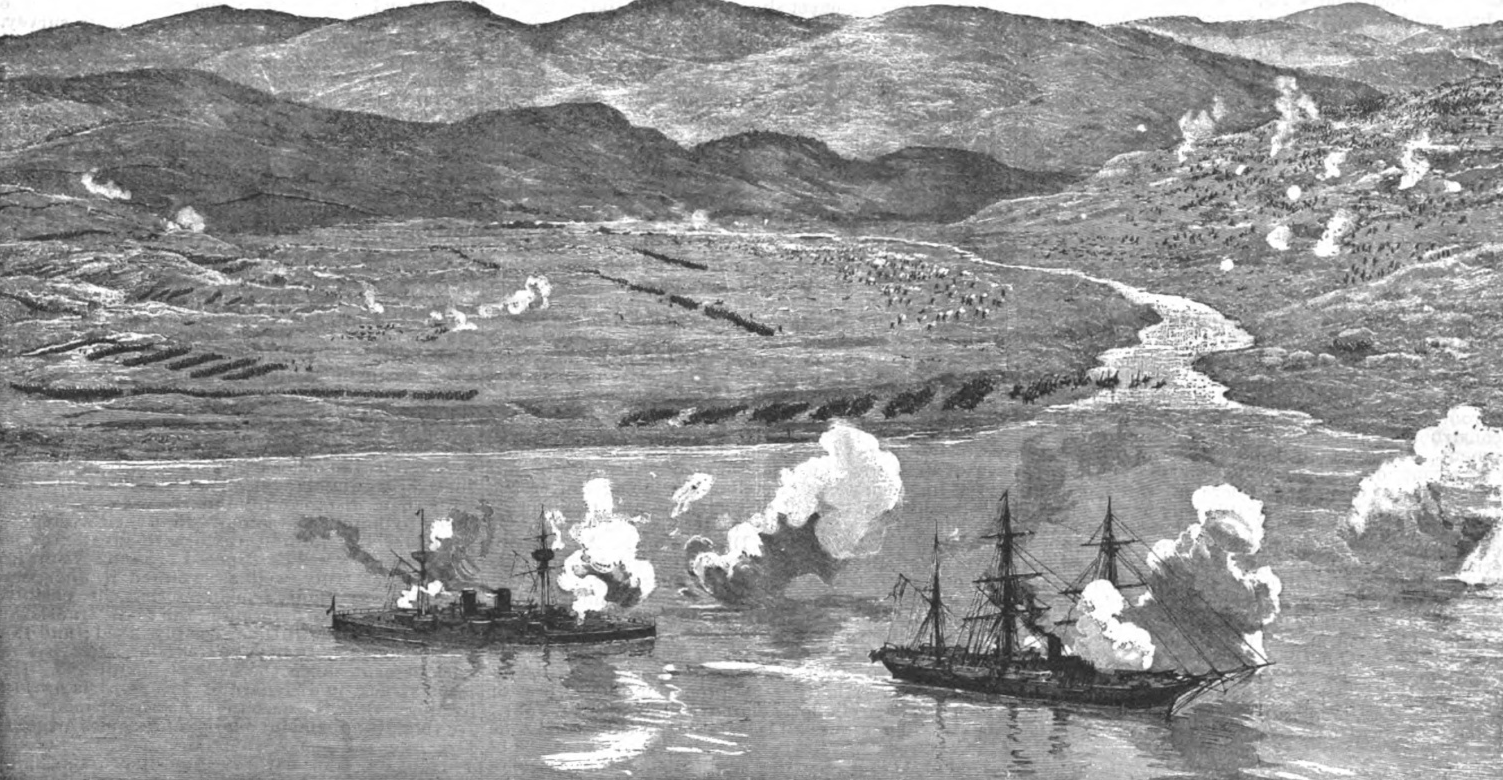
Крейсер «Эсмеральда» и корабль «Магеллан» обстреливают войска президента Бальмаседы в районе Конкон 21 августа 1891 года

Крейсер «Эсмеральда» вошёл в состав военно-морского флота Чили в июле 1884 года.
В 1891 году крейсер принял активное участие в гражданской войне между сторонниками Конгресса с одной стороны и сторонниками президента Хосе Мануэля Балмаседы с другой, став самым сильным боевым кораблем конгрессионалистов. 19 и 21 августа 1891 года крейсер «Эсмеральда» вёл огонь по берегу, обеспечивая высадку войск конгресса, деморализовав огнём своих тяжелых орудий правительственные войска.
В марте 1894 года корабль был отправлен на ремонт на завод-изготовитель для замены котлов, установки нового вооружения и внесения прочих изменений по опыту прошедших боевых действий. Однако затем чилийским правительством было принято решение о продаже корабля в Японию, остро нуждавшейся в пополнении флота в связи с начавшейся войной с Китаем. Для того, чтобы избежать обвинения в нарушении нейтралитета, продажа крейсера была совершена через Эквадор. Приёмка корабля японской командой была произведена 15 ноября 1894 года на Галапагосских островах.

## История службы в Японском флоте

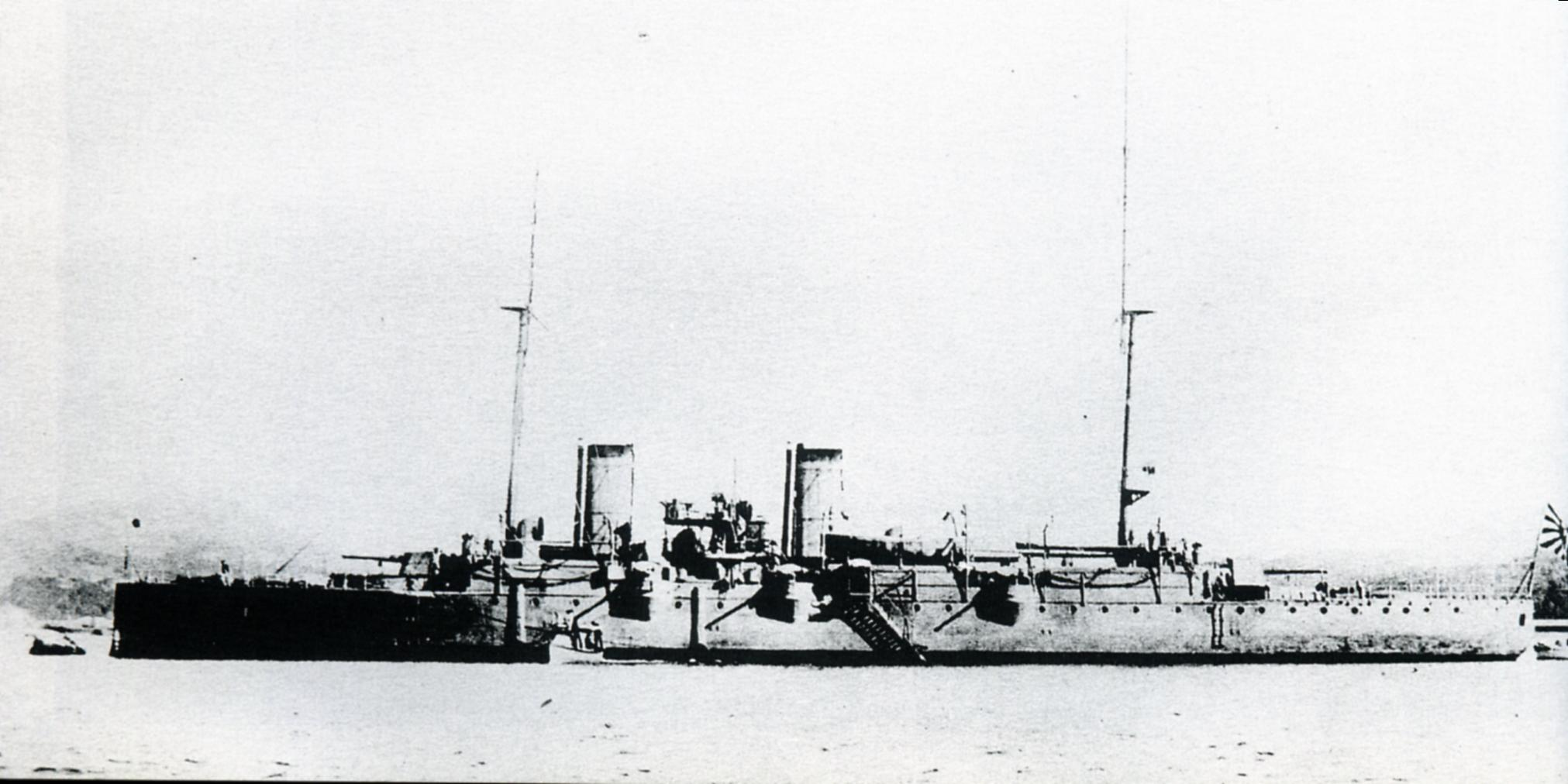
Крейсер «Идзуми» в Сасебо в 1908 году

Крейсер был приобретен в рамках Срочной программы усиления флота, принятой с началом японо-китайской войны. Зачислен в состав флота 15 ноября 1894 года и 5 февраля 1895 года крейсер прибыл в Йокосуку однако до конца боевых действий не успел завершить приёмные испытания.

### Межвоенный период
21 марта 1898 года «Идзуми» был переклассифицирован в крейсер 3-го класса.
В 1900 году в ходе подавления восстания ихэтуаней «Идзуми» сопровождал транспорты с японскими войсками, перебрасываемыми в Китае.
В 1899 и 1901 году прошёл модернизацию в ходе которой для повышения остойчивости с крейсера сняты боевые марсы, основное артиллерийское вооружение заменено на скорострельные орудия меньшего калибра, заменены торпедные аппараты.

### Русско-японская война
Перед началом русско-японской войны крейсер «Идзуми» вошёл в состав 6-го боевого отряда 3-й эскадры Соединённого флота, специально сформированного для наблюдения за Корейским проливом и действий против Владивостокского отряда крейсеров. С 6 февраля 1904 года крейсер в составе своего отряда приступил к сторожевой службе, базируясь в порту Такесики на острове Цусима.

### Завершение службы
После русско-японской войны крейсер переквалифицировали во вспомогательный корабль, а 1 апреля 1912 года исключили из состава флота и сдали на слом.
Носовое украшение крейсера ныне хранится на корабле-музее Микаса.

## Командиры корабля
- капитан 1-го ранга Симадзаки Ёситада (Shimazaki, Yoshitada) — с 20 февраля 1895 года по 5 июня 1896 года[4].
- капитан 1-го ранга Такаги Эйдзиро (Takagi, Eijiro) — с 5 июня по 17 ноября 1896 года[5].
- капитан 1-го ранга Хаясаки Гэнго (Hayasaki, Gengo) — с 17 ноября 1897 года по 11 марта 1898 года[6].
- капитан 1-го ранга Сайто Коси (Saito, Koshi) — с 29 сентября 1899 года по 25 сентября 1900 года[7].
- капитан 1-го ранга Нарита Кацуро (Narita, Katsuro) — с 25 сентября 1900 года по 16 мая 1901 года[7].
- капитан 1-го ранга Ясиро Рокуро[англ.] — с 1 октября по 21 октября 1901 года[8].
- капитан 1-го ранга Кабураги Макото (Kaburagi, Makoto) — с 13 ноября 1901 года по 22 октября 1902 года[9].
- капитан 1-го ранга Вада Кэнсукэ (Wada, Kensuke) — с 23 октября 1902 года по 12 апреля 1903 года[8].
- капитан 1-го ранга Исида Итиро (Ishida, Ichiro) — с 8 мая по 12 декабря 1905 года[10].
- капитан 1-го ранга Саяма Тоёнари (Sayama, Toyonari) — с 12 декабря 1905 года по 1 апреля 1906 года[11].
- капитан 1-го ранга Мано Ивадзиро (Mano, Iwajiro) — с 28 сентября 1906 года по 4 февраля 1907 года[11].
- капитан 1-го ранга Аракава Киси (Arakawa, Kishi) — с 4 февраля по 28 февраля 1907 года[12].
- капитан 2-го ранга Того Кититаро (Togo, Kichitaro) — с 28 сентября по 28 сентября 1907 года[13].
- капитан 1-го ранга Ямагути Кудзюро (Yamaguchi, Kujuro) — с 28 сентября 1907 года по 25 сентября 1908 года[13].
- капитан 1-го ранга Мори Ёсиоми (Mori, Yoshiomi) — с 25 сентября по 20 ноября 1908 года[14].
- капитан 2-го ранга Такаги Сититаро (Takagi, Shichitaro) — с 10 декабря по 10 июля 1908 года[15].
- капитан 2-го ранга Фунакоси Кадзисиро (Funakoshi, Kajishiro) — с 10 июля по 11 ноября 1909 года[16].